# Marian Dorotycz-Malewicz
Marian Michał Dorotycz-Malewicz, ps. „Hańcza”, „Ryszard Hańcza”, „Roch”, „Strzemię”, „Topór” (ur. 4 lipca?/16 lipca 1895 w majątku Manhejm w Rosji, zm. 10 października 1945 w Rzymie) – podpułkownik łączności Wojska Polskiego.

## Życiorys
Urodził się 16 lipca 1895 w majątku Manhejm, który znajdował się w Rosji. Po wybuchu I wojny światowej przerwał naukę w gimnazjum humanistycznym w Odessie i przeniósł się do szkoły oficerskiej, w której uczył się od sierpnia do grudnia 1914. W grudniu jako chorąży Armii Imperium Rosyjskiego służył w 136 batalionie zapasowym, w 149 pp i w 11 batalionie kolejowym na froncie rumuńskim. W październiku 1917 po zdemobilizowaniu pełnił służbę w formacjach polskich. Najpierw został adiutantem 1 pułku piechoty, który wchodził w skład Oddziału Polskiego w Odessie pod dowództwem kpt Stanisława Skrzyńskiego a następnie od listopada 1918 pełnił służbę w 4 Dywizji Strzelców Polskich, z którą w czerwcu 1919 przybył do Polski.
W Wojsku Polskim służył od czerwca 1919 na stanowisku dowódcy plutonu i kompanii telegraficznej, a następnie jako szef łączności 13 Dywizji Piechoty. W 1921 został dowódcą kompanii w 1 batalionie telegraficznym. W następnym roku został wyznaczony na stanowisko komendanta Kadry 2 batalionu telegraficznego. W 1924 zajmował stanowisko kierownika Referatu Organizacyjno-Mobilizacyjnego i Wyszkoleniowego Szefostwa Łączności Dowództwa Okręgu Korpusu Nr II w Lublinie. 18 lutego 1928 został awansowany do stopnia majora ze starszeństwem z dniem 1 stycznia 1928 i 6. lokatą w korpusie oficerów łączności. W 1929 został szefem łączności 28 Dywizji Piechoty w Warszawie, a w marcu 1932 zastępcą dowódcy 5 batalionu telegraficznego w Krakowie. W grudniu 1934 roku został zwolniony z zajmowanego stanowiska i oddany do dyspozycji dowódcy Okręgu Korpusu Nr V w Krakowie z zachowaniem dotychczasowego dodatku służbowego. W październiku 1935 został szefem łączności 19 Dywizji Piechoty w Wilnie. W marcu 1939 pełnił służbę w Inspektoracie Armii w Wilnie na stanowisku referenta łączności.
W czasie kampanii wrześniowej 1939 był oficerem dowództwa łączności Armii „Prusy”, a następnie Frontu Północnego.
W lipcu 1940 rozpoczął działalność konspiracyjną wstępując do Związku Walki Zbrojnej. W lipcu 1941 został szefem sztabu Komendy Obszaru Armii Krajowej Białystok. W połowie 1942 został przeniesiony do Oddziału V Łączności Komendy Głównej Armii Krajowej na stanowisko szefa Wydziału Zrzutów. W tym samym roku został awansowany rozkazem L.65/BP z 11 listopada do stopnia podpułkownika.
W nocy 15/16 kwietnia 1944 odleciał z okupowanej Polski do Wielkiej Brytanii, w operacji lotniczej SOE o kryptonimie „Wildhorn I” (polski kryptonim Most 1), wraz z gen. Stanisławem Tatarem, por Andrzejem Pomianem, wysłannikiem Delegata Rządu Zygmuntem Berezowskim oraz przedstawicielem Stronnictwa Ludowego Stanisławem Ołtarzewskim, po starcie z polowego lądowiska „Bąk” (N51°11′ E22°22′), w okolicach miejscowości Matczyn, 35 km od Lublina, samolotem Dakota FD-919 „I” z brytyjską załogą 267 Dywizjonu RAF, współpilotowanym przez Bolesława Koprowskiego z polskiej 1586 Eskadry Specjalnego Przeznaczenia.
2 czerwca 1944 na wniosek gen. Tatara mianowany szefem dowództwa „Elba”, struktury nadzorującej włoskie placówki Oddziału VI (Specjalnego) Sztabu Naczelnego Wodza: Główną Bazę Przerzutową (Bazę nr 11) w Latiano, ośrodek szkolenia cichociemnych (Bazę nr 10) w Ostuni, placówkę „Capri” w Bari oraz centralę łączności „Mewa” w Mesagne. Wymienione bazy i placówki znajdowały się nieopodal lotniska Campo Casale pod Brindisi we Włoszech, skąd startowały samoloty m.in. 1586 Eskadry Specjalnego Przeznaczenia w lotach specjalnych SOE m.in. ze zrzutami cichociemnych oraz zaopatrzenia dla Armii Krajowej.
Od początku stycznia 1945, w związku z likwidacją Oddziału VI (Specjalnego), szef niejawnej placówki „Niebo” (Rzym) w centrali konspiracyjnej „Hel” założonej przez gen. Tatara. Na jego polecenie przechowywał część tzw. funduszu „Drawa”, tj. ponad 1,1 mln USD w skrzynkach zawierających sześciokieszeniowe parciane pasy z paczkami banknotów, oklejone impregnowanym płótnem z okienkami, pozwalającymi sprawdzić zawartość bez otwierania. Paczki banknotów były opieczętowane, kieszenie przeszywano grubą, mocną, jedwabną nicią, której końce plombowano. Każdy pas posiadał numer; jeśli zawierał banknoty 10-dolarowe, jego wartość wynosiła 18 tys.; jeśli 20-dolarowe – 36 tys. USD. Jeśli w pasie były złote monety 10-dolarowe, mieścił 2,4 tys. USD; jeśli złote monety 20-dolarowe – 3,6 tys. USD. Pasy te były używane przez cichociemnych do przerzutu pieniędzy na potrzeby Armii Krajowej.
W związku z prowadzeniem nielegalnej (wbrew brytyjskiemu zakazowi) łączności radiowej z Włoch, związanej z działalnością centrali konspiracyjnej „Hel”, po interwencji gen. Harolda Alexanda 2 października 1945 wezwany przez gen. Władysława Andersa do kwatery 2 Korpusu Polskiego w Porto San Giorgio, osadzony w areszcie domowym, po kilku dniach uciekł. Gen. Anders ściśle tajnym rozkazem L.dz. 5745 z 5 października 1945 powołał komisję do przejęcia przez 2 Korpus wszystkich aktywów i dokumentów dawnej Głównej Bazy Przerzutowej (Baza nr 11); wcześniej 29 września 1945 rozkazał mjr dypl. Janowi Jaźwińskiemu byłemu komendantowi Bazy nr 11 jednostronne  przejęcie jej akt, szyfrów, radiostacji oraz wszelkich skrytek. 5 października 1945 komisja Jaźwińskiego znalazła skrytkę założoną przez ppłk Dorotycz-Malewicza na strychu szpitala i klasztoru Bonifratrów Fatebenefratelli na Wyspie Tyberyjskiej w Rzymie (Włochy). W skrzyni zamkniętej na dwie kłódki znajdowały się dwie skrzynki oznaczone numerami "4" oraz "5", a w nich walizki z tymi samymi numerami. Po komisyjnym otwarciu walizek okazało się, że znajdowały się w nich dolary papierowe (głównie w pasach, łącznie na kwotę 1.136.638 (milion sto trzydzieści sześć tysięcy sześćset trzydzieści osiem).
Poszukiwany po ucieczce przez wywiad 2 Korpusu Polskiego ppłk. „Hańcza” został odnaleziony 9 października 1945, o godz. 9:30 w wynajmowanym mieszkaniu w Rzymie, przy Fonte di Fauno. Według radiogramu rzymskiej placówki wywiadu 2 Korpusu, na widok trzyosobowego patrolu „Hańcza” strzelił sobie w głowę z pistoletu służbowego, w nocy 9/10 października zmarł w 104 Brytyjskim Szpitalu Wojskowym w Rzymie. W jego mieszkaniu znaleziono dwa listy pożegnalne, w tym jeden z dyspozycją co do przeznaczenia poszczególnych rzeczy osobistych. W liście do swego adiutanta por. Czesława Micińskiego napisał, że "odchodzi na skutek zdrady i podpisania fałszywego oświadczenia wobec Dowódcy Korpusu". W raporcie lekarskim o oględzinach pośmiertnych stwierdzono jedną ranę wlotową oraz jedną ranę wylotową w czaszce – "Kula przeszła przez obydwa czołowe płaty mózgu, wychodząc z lewego płata czołowego w punkcie położonym nieco wyżej i ku tulowi od rany wlotowej". Po śmierci ppłk „Hańczy” wywiad 2 Korpusu w radiogramie z 11 października 1945 meldował, że "prasa włoska wczoraj i dzisiaj podała fantastyczne okoliczności sprawy, przekręcając nazwisko. Sprawę przedstawia jako szpiegowską. Anglicy obiecali interweniować, tłumacząc samobójstwo w związku z kontrolą i stwierdzeniem nadużycia władzy". W 1963 roku Władysław Michniewicz w paryskiej „Kulturze” oskarżył wywiad 2 Korpusu o zamordowanie „Hańczy”. Jego śmierć stała się pretekstem do oskarżania  gen. Andersa także później o domniemane wydanie rozkazu morderstwa.

## Ordery i odznaczenia
- Krzyż Srebrny Orderu Wojennego Virtuti Militari
- Złoty Krzyż Zasługi (25 maja 1939)[19][20]